# トリガー戦略
トリガー戦略 (とりがーせんりゃく、英: Trigger strategy)とは、ゲーム理論においては、非協力ゲームの繰り返しにおいて採用される戦略の一種である。トリガー戦略を用いるプレイヤーは、最初は協力するが、あるレベルの裏切り（＝トリガー）が観測された場合、相手を罰するというものである。
トリガー戦略の違いにより、罰のレベルやトリガーの感度が異なる。

## 具体的な戦略例
- しっぺ返し戦略 (最初協力し、その後相手が前に選択した選択肢と同じ選択をする。相手が以前は協力的であった場合、エージェントは協力的である。そうでない場合、エージェントはそうではない)